# Франс Схолларт
Франсуа Віктор Марі Гіслен Схолларт (19 серпня 1851 , Wilseled, Брабант  — 29 червня 1917 , Сент-Адресс ) — бельгійський католицький політичний діяч.
Народився в Левені, вивчав право та мав практику в рідному місті. Очолював Фламандський фермерський союз Boerenbond. Мав місце у Палаті представників бельгійського парламенту з 1888 року, обіймав посаду голови Палати (1901—1908), після цього на деякий час втратив своє місце. Повернувся до парламенту 1911 року, де перебував до самої своєї смерті.
Після несподіваної смерті Жуля де Трооза Схолларт замінив його на посаді голови уряду, обймаючи одночасно посади міністрів внутрішніх справ та сільського господарства (1908—1910), а також мистецтв і науки (1910—1911).